# Deutsch-slowakische Beziehungen
Die deutsch-slowakischen Beziehungen sind geprägt von der Partnerschaft der Slowakei innerhalb der Europäischen Union mit Deutschland als größter Volkswirtschaft der Gemeinschaft. Innerhalb der EU haben beide Länder den Euro als Währung eingeführt und nehmen am Schengener Abkommen teil. Außerhalb der EU sind sie Mitglieder des Europarates, der Organisation für Sicherheit und Zusammenarbeit in Europa sowie der NATO. Deutschland und die Slowakei sind durch den Schifffahrtsweg Donau miteinander verbunden.
Vom Deutschen Auswärtigen Amt werden die Beziehungen als "traditionell freundlich" eingeschätzt.

## Geschichte

### (Ost-)Franken und Mährerreich
Die Beziehungen zwischen Deutschland und der Slowakei können geschichtlich schon auf die Vorgängerstaaten, nämlich das Mährerreich (das Territorien der heutigen Slowakei sowie Mährens umfasste) sowie das Fränkische Reich bzw. danach das Ostfrankenreich zurückgeführt werden.
Irgendwann zwischen 817 und 822 erkannten die Mährer die Souveränität des bairisch-fränkischen Königs Ludwig des Deutschen über ihr Gebiet an, infolgedessen ihre Boten 822 am Landtag in Frankfurt teilnahmen.
Die Christianisierung der Mährer begann im Jahr 831 damit, dass Fürst Mojmir I. und sein Umfeld durch Bischof Reginhar von Passau getauft wurden. Diese fürstliche Entscheidung war auch für dessen Untertanen bindend. Seit dieser Zeit zählten die Passauer Bischöfe die mährischen Gebiete zum Bistum Passau.
Im August 846 zog Ludwig der Deutsche mit einem fränkischen Heer gegen das die Mährer, setzte deren Herrscher Mojmir I. ab und installierte dessen Neffen Rastislav (846–870) als neuen mährischen Herrscher, von dem sich Ludwig eine größere Vasallentreue erhoffte. Die genauen Hintergründe, die zur Absetzung Mojmirs I. führten, sind unter Historikern umstritten. Der Historiker Eric J. Goldberg vertritt die Auffassung, Mojmir sei aufgrund seiner Politik hin zu einem souveränen christlich-slawischen Königreich eine ernste Bedrohung für König Ludwig geworden und wurde deshalb abgesetzt. Dem hält Dušan Třeštík entgegen, dass die Formulierung in den Primärquellen zu allgemein sei und Ludwig die Mährer wohl eher als Teil einer Gesamtoffensive gegen die angrenzenden Slawen attackierte.
In den frühen 850er Jahren begann Rastislav eine zunehmend vom Ostfrankenreich unabhängige Politik zu führen. Im Jahr 855 zog Ludwig der Deutsche mit einem fränkischen Heer gegen die Mährer, wurde aber bei Rastislavs Festung von diesem besiegt. In der Folge konnte Rastislav die Tributzahlungen an das Ostfrankenreich vorübergehend einstellen und verjagte den gesamten bairischen Klerus aus seinem Land. Von geschichtlicher Bedeutung wurde Rastislavs Bemühen, mit Hilfe von Byzanz und der Ostkirche sein Land aus dem fränkischen Einflussbereich zu entziehen. Nachdem Papst Nikolaus I. Rastislavs Bitte, slawischsprachige Priester zum Aufbau einer eigenen mährischen Kirchenorganisation zu entsenden, nicht entsprach, wandte sich Rastislav im Jahr 862 an den byzantinischen Kaiser Michael III.
Dieser entsprach den Forderungen des mährischen Fürsten und entsandte die byzantinischen Priester und Gelehrten Kyrill und Method, die 863 im Mährerreich ankamen. Im Jahr 864 griff Ludwig der Deutsche das Mährerreich an und zwang Rastislav bei der Devín zur Kapitulation. Die vertriebenen bairischen Geistlichen konnten zwar nun nach Mähren zurückkehren, das Wirken Kyrills und Methods sowie der slawischen Liturgie blieb aber weiterhin bestehen. Kyrill und Method gingen 867 nach Rom, um dort ihre slawische Liturgiesprache durch den Papst gegenüber dem bairischen Klerus legitimieren zu lassen. Im selben Jahr erhob Papst Hadrian II. die slawische Liturgiesprache als mit dem Lateinischen, dem Griechischen und dem Hebräischen gleichberechtigt. Zwei Jahre später starb Kyrill in Rom, sein Bruder Method wurde 870 zum mährischen Erzbischof (des Mährerreiches und des Plattensee-Fürstentums) ernannt, konnte aber erst 873 nach einer dreijährigen Inhaftierung in Bayern nach Mähren zurückkehren.
Im Mährerreich war es währenddessen zu einem Machtwechsel gekommen. Nachdem Ludwig der Deutsche bei einem weiteren Angriff auf Mähren 869 erneut von Rastislav geschlagen wurde, nutzte er dessen Mitregenten und Neffen Svatopluk I., um Rastislav 870 abzusetzen und das Mährerreich zu besetzen. Nachdem 871 auch Svatopluk von den Ostfranken des Verrats beschuldigt und als mährischer Herrscher abgesetzt und verschleppt wurde, brach unter Führung des mährischen Fürsten Slavomir ein erfolgreicher antifränkischer Aufstand aus, in dessen Folge Svatopluk entlassen wurde und sich erneut als Fürst des Mährerreiches durchsetzen konnte.
Svatopluk vernichtete noch 871 das fränkische Besatzungsheer und schloss 874 mit Ludwig dem Deutschen ein Friedensabkommen, das ihm unter Beibehaltung der Treue gegenüber den Franken und der Abführung von Tributzahlungen eine weitgehende Handlungsfreiheit ermöglichte. Nach dem Abkommen begann Svatopluk mit einer zügigen Ausdehnung des Mährerreiches durch Eroberungskriege und Heiratspolitik. In der Zeitspanne von 874 bis 884 konnte Svatopluk so Wislanien, Pannonien, das hintere Theißland, Schlesien, Böhmen und die Lausitz dem Mährerreich einverleiben. Das so geschaffene slawische Großreich umfasste etwa 350.000 km² mit ungefähr einer Million Einwohnern. Die Angriffe des neuen ostfränkischen Königs Arnulf von Kärnten und das von diesem nach Mitteleuropa gerufene nomadische Reitervolk der Magyaren in den Jahren 892 bis 893 wehrte Svatopluk erfolgreich ab.
Im Jahr 894 starb Fürst Svatopluk I., sein Nachfolger auf dem mährischen Thron wurde sein ältester Sohn Mojmir II. (894–902/7). Dieser sah sich sofort einer Reihe erster Probleme gegenüber, so der Loslösung eroberter Territorien, dem Druck des Ostfrankenreiches, der stetig steigenden magyarischen Gefahr sowie innerstaatlichen Konflikten. Laut Dušan Třeštík gelang es Mojmir II. jedoch von Beginn an diese geschickt zu bewältigen.
Noch im Todesjahr seines Vaters schloss er einen Friedensvertrag mit dem ostfränkischen König Arnulf von Kärnten, um seine Machtübernahme im Mährerreich gesichert antreten zu können. Nachdem 893 der fürs Mährerreich zuständige Bischof Wiching (ein Benediktinermönch aus der Abtei Reichenau am Bodensee) zu König Arnulf übergelaufen war, verfügten die Mährer über keinen anerkannten Bischof. In einem 898/899 an den Papst gerichteten Brief ersuchte Mojmir II. diesen um die Erneuerung des mährischen Erzbistums. Der Papst entsprach der Bitte Mojmirs II. und entsandte den Erzbischof Johannes und die Bischöfe Benedikt und Daniel nach Mähren.
Im Jahr 895 sagten sich die Böhmen vom Mährerreich los, worauf Mojmir II. einen vergeblichen Rückeroberungsfeldzug gegen sie führte. Im Jahr 896 siedelten sich mit Erlaubnis der Mährer die Magyaren im hinteren Theißland an und unternahmen mit den Mährern gemeinsame Plünderungszüge gegen die Franken. 897 erklärten sich auch die Sorben für vom Mährerreich unabhängig. Im Mährerreich selbst kam es unterdessen 899 zu einem Bürgerkrieg zwischen Mojmir II. und seinem wahrscheinlich in Nitra residierenden Bruder Svatopluk II. (894–899), während welchem die bairische Armee den besiegten Svatopluk II. befreite und nach Baiern brachte. Im Jahr 900 besetzten die Magyaren nach einem Feldzug in Italien das fränkische Pannonien, um sich definitiv im Karpatenbecken niederzulassen.
Laut dem tschechischen Historiker Martin Wihoda zwang das zunehmende Selbstvertrauen der Magyaren die Mährer zum Handeln. Zu Beginn des Jahres 901 schloss Mojmir II. einen Friedensvertrag mit den Baiern und wehrte mit deren Hilfe 902 einen magyarischen Angriff aus dem von diesen beherrschten Pannonien ab. Die mit dem beiderseitigen Friedensschluss aufgekommene Stabilität im mittleren Donaugebiet begünstigte in den nächsten Jahren auch den bairisch-mährischen Handel, wie ihn die Raffelstettener Zollordnung nachweist. Im Jahr 904 wurde jedoch der magyarische Fürst Kurszán bei einer Festtafel in Baiern ermordet, woraufhin sich die Rache der Magyaren nicht nur gegen die Baiern, sondern auch gegen das mit diesen Verbündete Reich Mojmirs II. richtete. Dušan Třeštík vermutet, dass das mährische Heer 905–906 in einer einzigen Schlacht bei Nitra von den Magyaren vernichtet wurde, in deren Verlauf auch Mojmir II. starb. Infolge dieser Katastrophe soll das Mährerreich archäologischen Quellen zufolge in Chaos und heidnischen Aufständen versunken sein. Die vernichtende Niederlage der Baiern bei der Schlacht von Pressburg im Jahr 907, bei welcher diese nochmals versuchten die alten Verhältnisse wiederherzustellen, bedeutete den endgültigen Fall des Mährerreiches.

### Hoch- und Spätmittelalter
Das Gebiet der heutigen Slowakei war seit spätestens 1108 und bis in das Jahr 1918 ein Teil Ungarns. Der seit dem 11. Jahrhundert intensiv betriebene Bergbau und die vor allem seit dem 13. Jahrhundert (nach dem Land entvölkernden großen Mongoleneinfall von 1241/1242) angekommenen deutschen Siedler machten aus der Slowakei im Mittelalter, aber auch noch bis ins 18. Jahrhundert, das wohlhabendste Gebiet des Königreichs Ungarn.
Ihren Höhepunkt erreichte die deutsche Besiedlung im 14. Jahrhundert. Im Gebiet von Pressburg (Bratislava) gab es wohl auch schon etwas früher Deutsche. Sie haben vor allem ältere slowakische Städte (v. a. Pressburg), Markt- und Bergbausiedlungen besiedelt und wurden meist von den Königen als Spezialisten (Handwerker, Bergleute) angeworben. Ungefähr bis zum 15. Jahrhundert bestand die Führungsschicht aller slowakischen Städte fast ausschließlich aus Deutschen.
Die drei Hauptsiedlungsgebiete waren Bratislava und Umgebung, die deutschen Sprachinseln in der Zips (Zipser Sachsen) sowie das Hauerland. Hinzu kamen ab dem 18. Jahrhundert in der Karpato-Ukraine im Tereswa- bzw. Mokrjankatal sowie bei Munkatsch noch zwei weitere kleine deutsche Sprachinseln. Zusammen stellten die Bewohner der fünf Siedlungsgebiete aber keine homogene Gruppe dar, oftmals hatten sie nicht einmal Kenntnis voneinander.

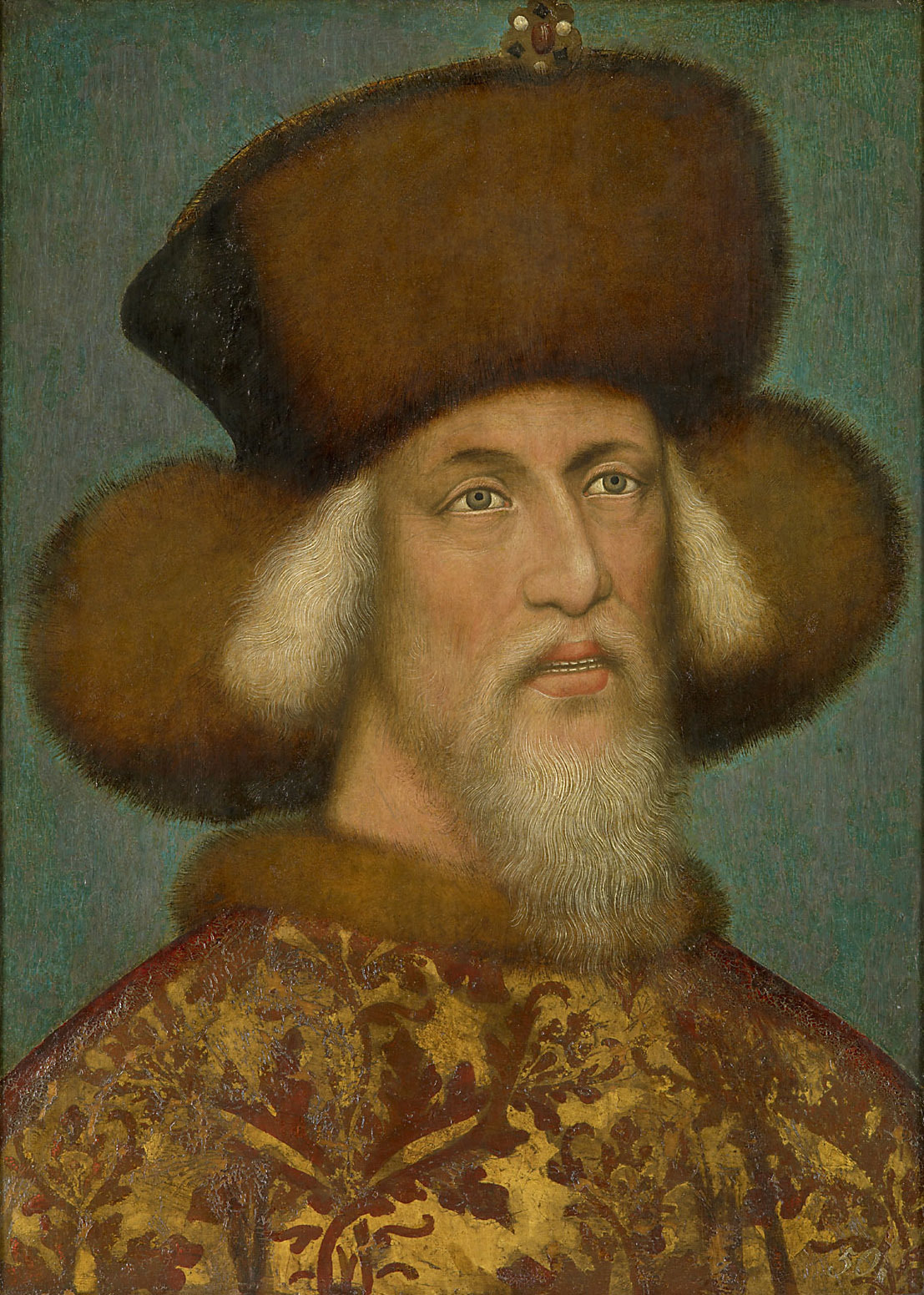
Sigismund von Luxemburg, geboren in Nürnberg, seit 1433 römisch-deutscher Kaiser, herrschte als König von Ungarn über die heutigen slowakischen Gebiete. Im Rahmen der Hussitenkriege waren auch diese von den Feindseligkeiten betroffen.

Das 11. und 12. Jahrhundert waren eine Zeit von Auseinandersetzungen zwischen Ungarn einerseits und dem Heiligen Römischen Reich (das später auch den Zusatz „Deutscher Nation“ trug) und/oder Böhmen andererseits, die sich oft in der Slowakei abspielten.
1412 verpfändete Sigismund von Luxemburg einige Städte der Zips an Polen-Litauen. Die Städte verblieben unter polnisch-ungarischer Verwaltung bis 1772. 1419–1437 musste Sigismund von Luxemburg auch in der Slowakei gegen die tschechischen Hussiten kämpfen. 1440–1453 besetzte der tschechische Adlige Johann Giskra (Ján Jiskra) die Slowakei im Zuge der Thronkämpfe im Königreich Ungarn für die Habsburger. Von 1439 bis 1806 stellte das Haus Habsburg fast ununterbrochen die deutschen Könige und römisch-deutschen Kaiser, sodass durch die Herrscher enge Verbindungen zwischen den Gebieten des späteren Deutschland und der späteren Slowakei geknüpft wurden.
Allerdings wurden die slowakischen Gebiete nie Teil des Heiligen Römischen Reiches (Deutscher Nation). Die Habsburger beherrschten die Slowakei (auch „Oberungarn“ genannt) in ihrer Funktion als ungarische Könige.

### Frühe Neuzeit
Nach der Schlacht bei Mohács (1526), die mit einem Sieg der Osmanen endete, und einem anschließenden Bürgerkrieg (1526–1538) zerfiel das Königreich Ungarn in drei Teile. Einer davon war das „Königliche Ungarn“ (faktisch eine habsburgische Provinz): die heutige Slowakei (bis auf türkische Gebiete im äußersten Süden der Mittelslowakei) und ein kleiner Teil im Nordosten des heutigen Ungarns mit dem Burgenland sowie West-Kroatien. Dabei handelte es sich allesamt um Gebiete, die fast ausschließlich von Nicht-Magyaren, Deutschen und Slawen, bewohnt wurden.
Obwohl die Slowakei formal Bestandteil von Ungarn blieb, gingen am Anfang des 16. Jahrhunderts mit der türkischen Eroberung des heutigen Ungarns mehr als 400 Jahre magyarisch geprägter Politik zu Ende, und es setzte sich eine vom Haus Habsburg bestimmte Politik durch. Pressburg wurde zur Haupt- und Krönungsstadt Ungarns (1536) und Trnava (dt. Tyrnau, ungar. Nagyszombat) zum Sitz des Erzbischofs (1541).
(Im Rahmen der Türkenkriege konnten die Habsburger bis 1699 (Friede von Karlowitz) auch die übrigen ungarischen Gebiete erobern.)
1784 wurde im Rahmen der Zentralismusbestrebungen des Habsburgers Josephs II. Deutsch (statt Latein) als Amts- und Unterrichtssprache im Königreich Ungarn (und damit in der Slowakei) eingeführt (1790 aufgehoben). Die Folge war als Gegenbewegung ein zunehmender magyarischer Nationalismus. 1790 und 1792 wurden vom Landtag die ersten Gesetze zur Förderung der ungarischen Sprache auf Kosten der anderen im Königreich verwendeten Sprachen verabschiedet. Damit begann die Magyarisierung der nichtmagyarischen Bevölkerung des Königreichs, die dann im 19. Jahrhundert sukzessive zunahm.
Die Amtssprache in der Slowakei war 1849–1868 wiederum Deutsch (Gerichtssprache überwiegend Ungarisch), wobei im Kontakt mit der einfachen slowakischen Bevölkerung auch Slowakisch toleriert wurde. 1860–1868 waren Deutsch und Ungarisch die Amtssprachen. Von 1868 an war Ungarisch die fast ausschließliche Amtssprache.
1907 folgte dann mit den Apponyischen Schulgesetzen (benannt nach dem damaligen Schulminister Albert Apponyi) der Höhepunkt der Magyarisierung: Aufgrund dieses Gesetzes durften Slowakisch und Deutsch nur noch eine Stunde pro Woche als Fremdsprache unterrichtet werden. Äußerst negative Folgen hatten die Gesetze an der weltberühmten Bergbauakademie in Banská Štiavnica, an der die zahlreichen ausländischen Studenten, vor allem Deutsche, den Vorlesungen nicht mehr folgen konnten und umziehen mussten (meist nach Vordernberg oder Leoben in der Steiermark).

### Die Slowakei als Teil der Tschechoslowakei (1918–1939)

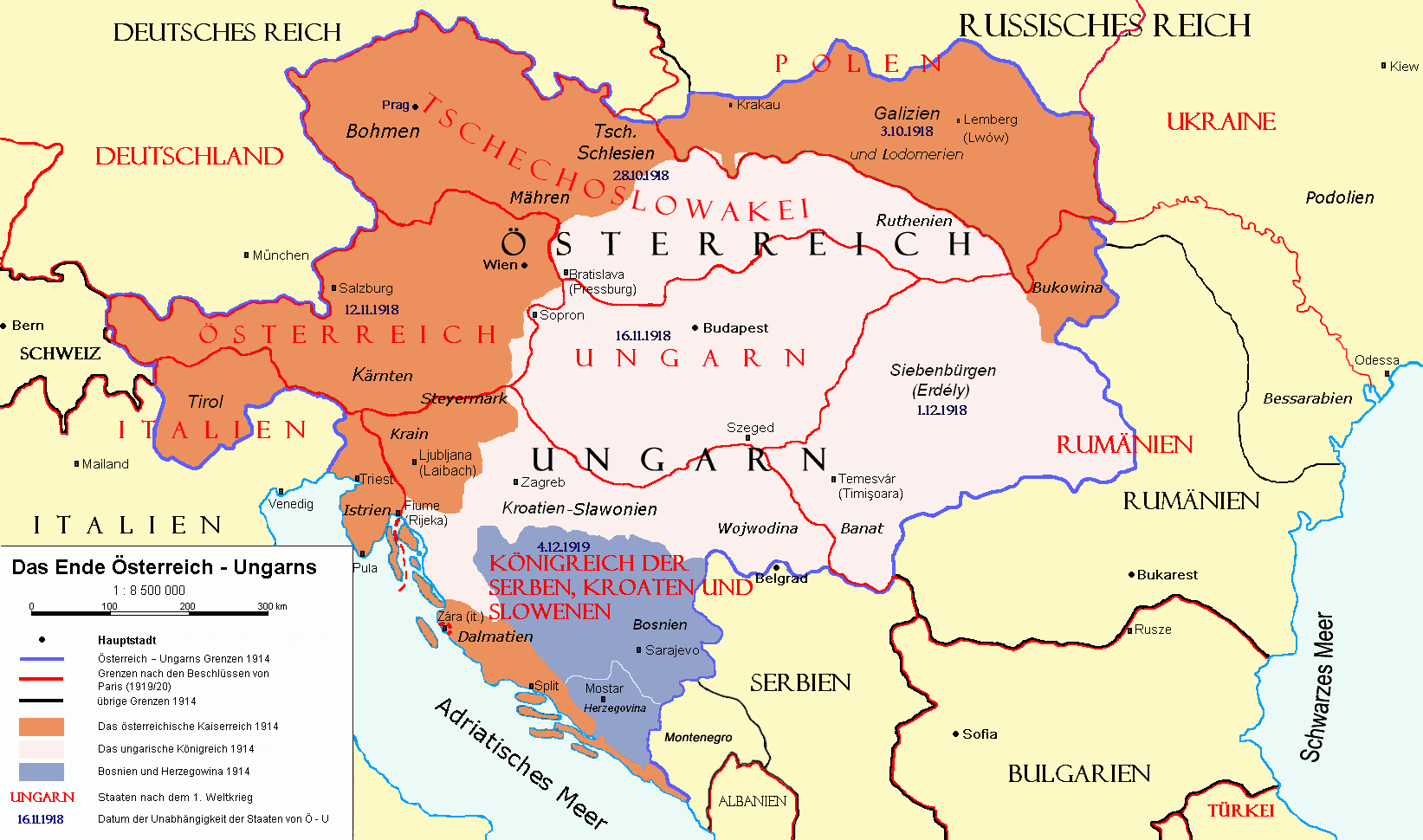
Die Aufteilung Ungarns durch den Vertrag von Trianon und Österreichs durch den Vertrag von St. Germain nach Ende des Ersten Weltkriegs: Die vormals ungarische Slowakei wird mit den ehemals österreichischen Ländern der Böhmischen Krone zur Tschechoslowakei vereinigt.

Am Ende des Ersten Weltkriegs verständigten sich in den USA lebende Exilgruppen der Tschechen und Slowaken im Vertrag von Pittsburgh über die Zusammenarbeit beim Aufbau eines zukünftigen gemeinsamen Staats. Am 28. Oktober 1918 wurde die Tschechoslowakei gegründet. Die internationale Anerkennung des neuen Staates erfolgte im Vertrag von Saint-Germain (Auflösung des österreichischen Vielvölkerstaates) und dem Frieden von Trianon (Abspaltung der Slowakei von Ungarn). Allerdings lebten in dem soeben gegründeten Staat auch 23 Prozent Deutsche und 5 Prozent Ungarn sowie einige weitere Minderheiten. Die deutsche Bevölkerung, die bis dahin zu der herrschenden Nationalität gehört hatte, wurde jetzt unterdrückt. In der Slowakei wuchs die Unzufriedenheit über die zugesicherte aber nicht gewährte Autonomie. So entstand mit der Slowakischen Volkspartei eine slowakische Autonomiebewegung.
Mit der Machtergreifung der Nationalsozialisten im Deutschen Reich 1933 kam dort eine aggressive, revisionistische, die Ergebnisse des Ersten Weltkriegs nicht anerkennende Regierung unter Adolf Hitler an die Macht. Die Tschechoslowakei mit ihrer starken deutschen Minderheit war als Nachbar Deutschlands für Hitler dabei ein besonders geeignetes Ziel. Die Diskriminierung der Deutschen dort konnte er dabei für seine Ziele instrumentalisieren.
Kurz nach dem Inkrafttreten des auf deutschen Druck am 30. September 1938 zustande gekommenen Münchner Abkommens (das die Abtretung des vorwiegend von Deutschen besiedelten, zuvor tschechischen Sudetenlandes an Deutschland besiegelte), erhielt die Slowakei die Autonomie. Sie verlor aufgrund des Ersten Wiener Schiedsspruchs vom 2. November 1938 (der von den Außenministern des Deutschen Reiches (Joachim von Ribbentrop) und Italiens (Galeazzo Ciano) beschlossen wurde) ihre südlichen Gebiete an Ungarn.

### Slowakische "Unabhängigkeit" und Zweiter Weltkrieg

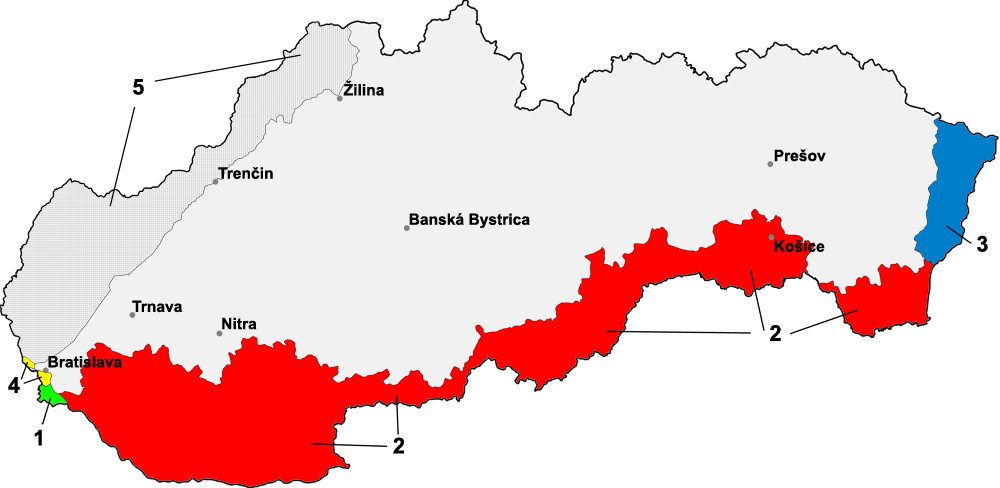
Territoriale Verluste durch den Wiener Schiedsspruch
Protektorat Böhmen und Mähren und Slowakische Republik 1939
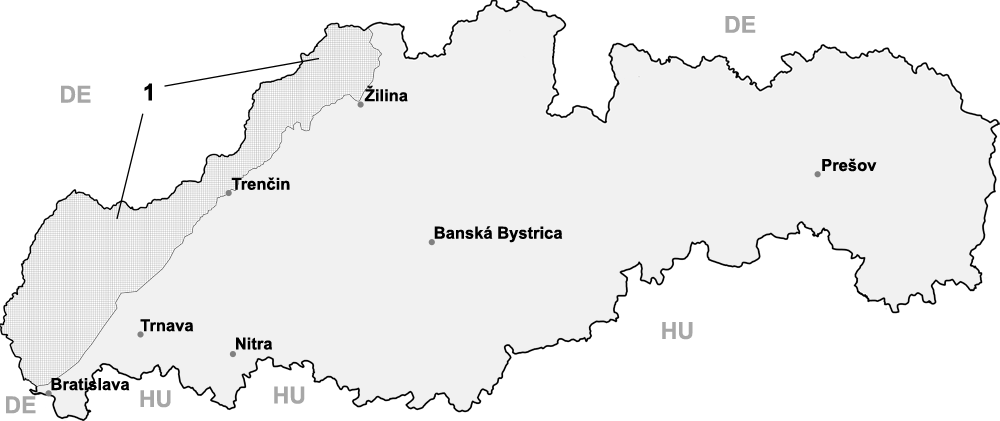
Die Slowakei 1940 mit markierter „Schutzzone“

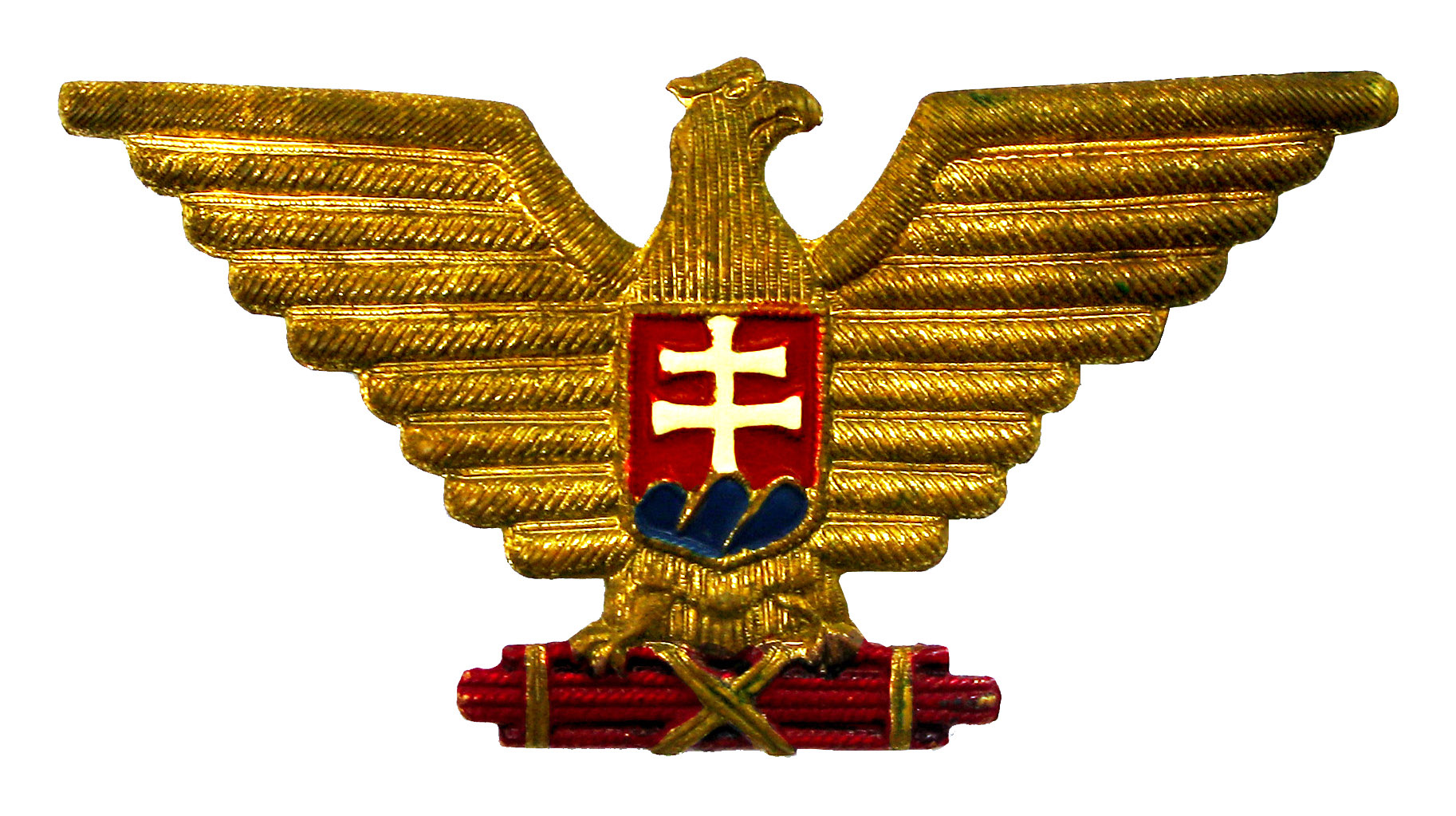
Abzeichen, das in der Kriegszeit der Slowakischen Republik zwischen 1939 und 1945 verwendet wurde. Beachtenswert die Ähnlichkeit zum Deutschen NS-Reichsadler

Unter dem Druck Adolf Hitlers, der mit einer Aufteilung des Landes zwischen Polen und Ungarn drohte, und tschechischer Truppen, die auf slowakisches Gebiet vorgerückt waren, erklärte das slowakische Parlament die Slowakei am 14. März 1939 als Slowakische Republik, später erste Slowakische Republik genannt, für unabhängig. Der Staat stand unter starkem Einfluss des Deutschen Reichs, mit dem es kurz nach der Unabhängigkeitserklärung am 23. März einen sogenannten Schutzvertrag schloss. Damit wurden Deutschland weitreichende Einflussmöglichkeiten in die slowakische Wirtschaft und Außenpolitik eingeräumt. Außerdem wurde dem Deutschen Reich erlaubt, einen Streifen entlang der Grenze zu Mähren (dem Verlauf der Ostränder der Kleinen und Weißen Karpaten sowie des Javorník-Gebirges folgend) als „Schutzzone“ militärisch zu besetzen. Die deutsche Erklärung, die Integrität des slowakischen Territoriums zu schützen, erwies sich schon bald als unwirksam, als Ungarn von Osten angriff und Teile der Ostslowakei besetzte (siehe Slowakisch-Ungarischer Krieg). 1939 griffen deutsche Truppen auch von der Slowakei aus und unter Beteiligung slowakischer Verbände Polen an. Spätestens 1944 wurde der nationalsozialistische Genozid infolge des Slowakischen Nationalaufstandes systematisch auf die Slowakei ausgedehnt.
Verschleppungen der Slowaken oder der Roma fanden nicht statt. Die Juden wurden aber nach ständigem Druck seitens des Reiches polizeilich erfasst und in Konzentrationslager im Ausland verschleppt (die geplanten Arbeitslager für Juden wurden dann nicht errichtet). Bis Oktober 1942 wurden mindestens 57.000 Juden aus der Slowakei deportiert. Nachdem jedoch publik wurde, um was für „Arbeitslager“ im Ausland es sich in Wirklichkeit handelte, wurden die Transporte gestoppt. Die Deportationen wurden Ende 1944 nochmals aufgenommen. Ursache hierfür war die militärische Besetzung der gesamten Slowakei durch die deutsche Wehrmacht nach dem Slowakischen Nationalaufstand (und dem Zugriff der SS und des SD in deren Folge). Viele Slowaken waren im August 1944 an diesem militärisch dann gescheiterten aber für die Nachkriegszeit wichtigen Aufstand gegen Hitler beteiligt.

### Die Slowakei als Teil der kommunistischen Tschechoslowakei

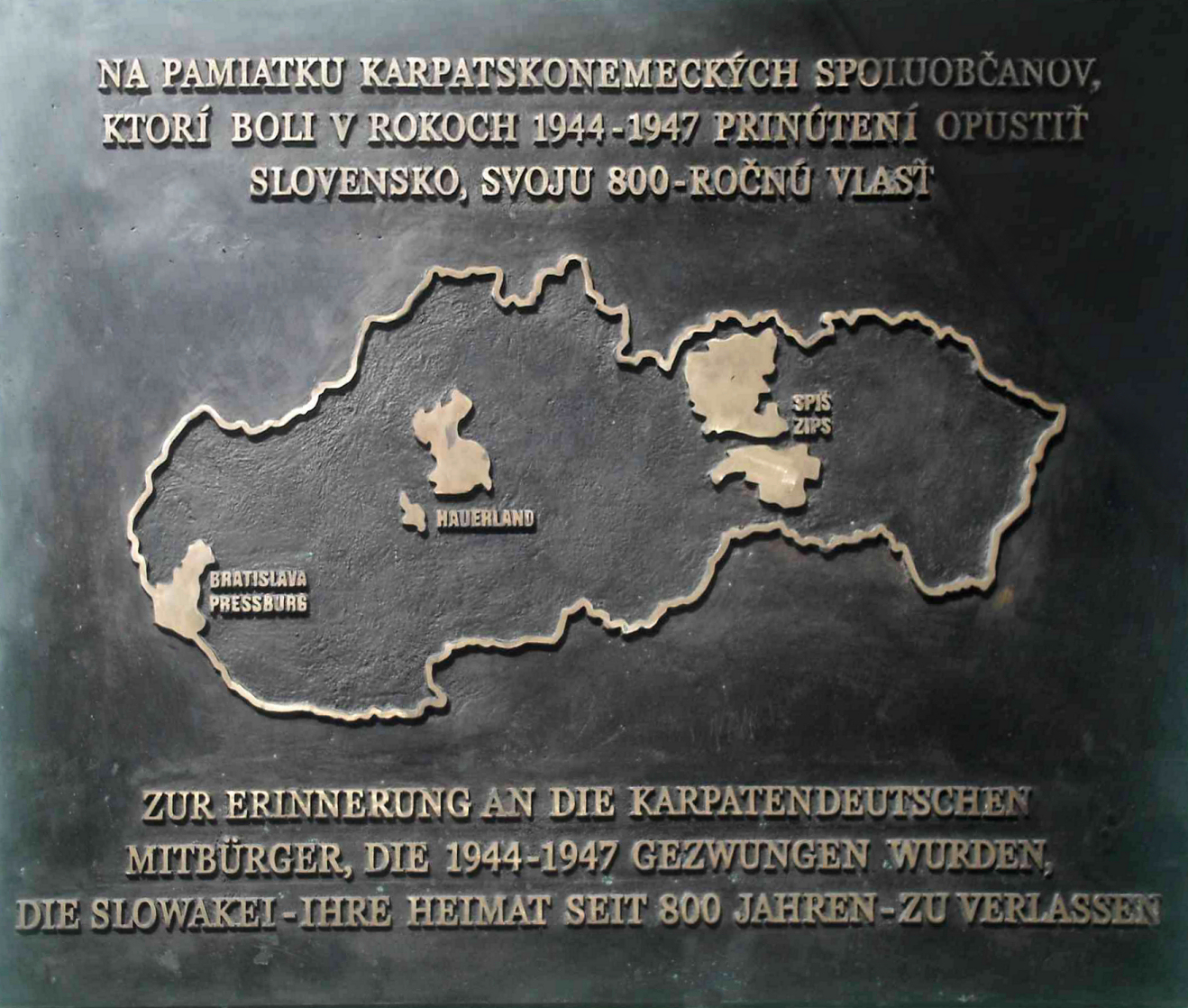
Gedenktafel für die Vertriebenen

Die Slowakei wurde 1945 von sowjetischen Truppen besetzt und die Tschechoslowakische Republik wieder hergestellt. Die karpatendeutsche Bevölkerung wurde größtenteils vertrieben. 1948 übernahm die Kommunistische Partei die Macht.
An der Niederschlagung des Prager Frühling, einer Bewegung in der Tschechoslowakei für einen „Sozialismus mit menschlichem Antlitz“ durch die Staaten des Warschauer Paktes unter der Führung der Sowjetunion durften Truppen der DDR jedoch nicht teilnehmen. Vermutlich sollten die Bürger der ČSSR im 30. Jahr nach dem Münchener Abkommen nicht durch den Anblick von Invasoren in deutscher Uniform zusätzlich verbittert werden.

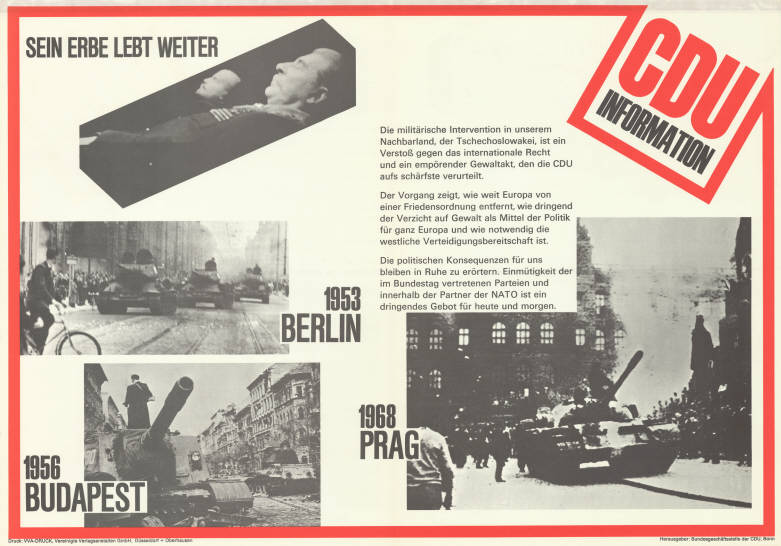
Wandzeitung der CDU zum Prager Frühling

Der Prager Frühling und seine Niederschlagung wurde in der Bundesrepublik Deutschland wie kaum ein anderes außenpolitisches Ereignis beachtet und kommentiert. Dabei war das Interesse in eigentlich allen Teilen der Öffentlichkeit ähnlich groß: Sowohl die großen konservativen Zeitungen als auch die kleinen linksoppositionellen Blätter brachten die Ereignisse auf ihre Titelseiten. So beobachtete einerseits die bürgerliche Presse den tschechoslowakischen Versuch, einen „Sozialismus mit menschlichem Antlitz“ zu schaffen, mit großer Anteilnahme und fast durchweg positiven Kommentaren, interpretierte die Reformen dabei aber als angestrebte Nachholung des westlichen Standards von Freiheit und Demokratie. Dagegen entdeckte die außerparlamentarische Opposition der Bundesrepublik plötzlich im Prager Frühling einen „dritten Weg“, eine „bisher unentdeckte sozialistische Demokratie“.

### Postkommunismus und die unabhängige Slowakei
Tschechen und Slowaken konnten sich durch die Samtene Revolution im November und Dezember 1989 von der kommunistischen Diktatur befreien.
Schon am 12. Februar 1991 bedauerte das slowakische Parlament in einer Erklärung das ethnischen Deutschen zugefügte "Unrecht im Zusammenhang mit Vertreibungen" zu Ende des Zweiten Weltkriegs, was die bilateralen Beziehungen positiv beeinflusste.
Am 1. Januar 1993 teilte sich die Tschechoslowakei dann friedlich in die Tschechische Republik und die Slowakische Republik. Von nun an konnte der junge Staat seine Außenpolitik unabhängig betreiben.
Allerdings wurde die europäische Integration des Landes durch die autokratische und nationalistische Regierung von Ministerpräsident Vladimír Mečiar bis 1998 stark verzögert. Erst die Parlamentswahlen im September 1998 brachten eine pro-westliche Regierung an die Macht, die die Westintegration des Landes zur höchsten außenpolitischen Priorität erhoben.
Durch die EU-Erweiterung vom 1. Mai 2004 wurde die Slowakei gemeinsam mit neun anderen Staaten Mitglied eines großen gemeinsamen Wirtschaftsraums mit dem seit 1990 wiedervereinigten Deutschland als größter Volkswirtschaft.
Im Zuge der NATO-Osterweiterung trat die Slowakei am 29. März 2004 zusammen mit sechs weiteren europäischen Reformstaaten auch der Nordatlantikpakt-Organisation bei. (West-)Deutschland ist bereits seit 1955 Mitglied der NATO.
Dass die slowakische Außenpolitik durchaus auch eigene Akzente zu setzen gewillt ist, zeigt sich in der Einführung der Gemeinschaftswährung Euro im Jahr 2009. Beim "großen Nachbarn" Tschechien hingegen ist auch 2018 noch unklar, ob die Tschechische Krone jemals abgelöst werden wird.
2018 jährt sich die Aufnahme der bilateralen Beziehungen zwischen Deutschland und der 1993 unabhängig gewordenen Slowakei zum 25. Mal. Das Auswärtige Amt weist darauf hin, dass "[a]us diesem Anlass […] am 4. August 2017 der vertiefte Dialog zwischen beiden Ländern ins Leben gerufen" wurde.

## Wirtschaft

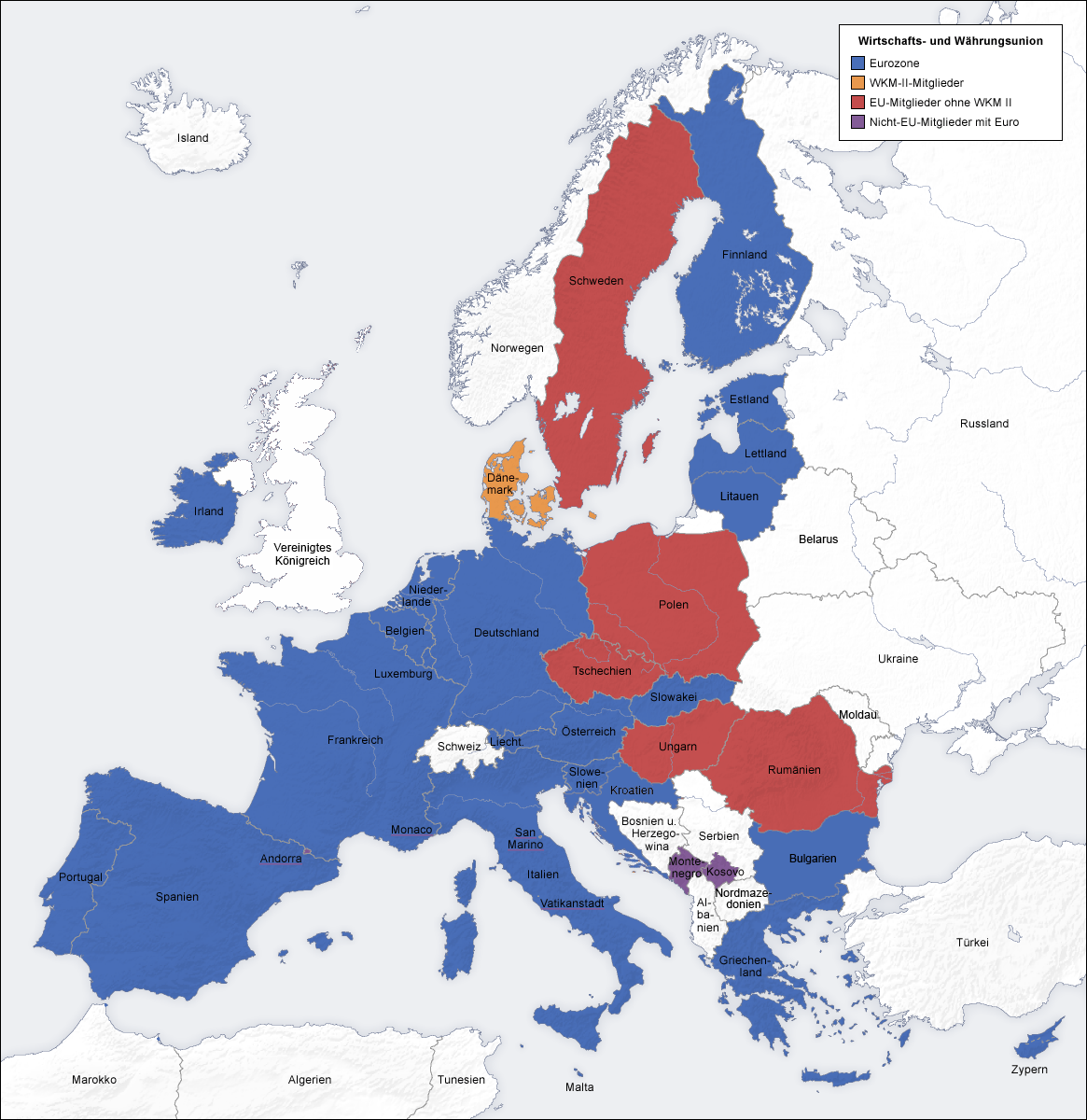
Deutschland und die Slowakei als Teil der Eurozone und des Europäischen Binnenmarktes

Die wirtschaftliche Zusammenarbeit zwischen den beiden Staaten kann sich innerhalb der Europäische Zollunion und des Europäischen Binnenmarktes (freier Verkehr von Waren, Dienstleistungen, Kapital und Personen) der Europäischen Union frei entfalten. Durch die Gemeinschaftswährung „Euro“, der die Slowakei im Jahr 2009 beitrat, sind auch innergemeinschaftliche Wechselkursrisiken und die dadurch notwendigen Währungsabsicherungen für deutsche und slowakische Unternehmen entfallen.
Laut einer Umfrage, welche die Deutsch-Slowakische Industrie- und Handelskammer im März 2010 durchgeführt hat, würden 92 Prozent der deutschen Unternehmer vor Ort heute wieder die Slowakei als Investitionsstandort wählen. Im Vergleich mit den mittel- und osteuropäischen Staaten sowie Deutschland und China schneidet die Slowakische Republik demnach als attraktivster Standort ab. Mit der Note 2,19 liegt sie deutlich vor Tschechien (2,47), Polen (2,67), Slowenien (2,70) und Ungarn (3,39). Der IWF sowie die OECD erklärten zudem Ende 2004 die Slowakei für das "reformfreudigste" ihrer Mitgliedsländer.
| Export (in Prozent) nach | Export (in Prozent) nach | Import (in Prozent) von | Import (in Prozent) von |
| ------------------------ | ------------------------ | ----------------------- | ----------------------- |
| Deutschland              | 21,9                     | Deutschland             | 20,2                    |
| Tschechien               | 11,9                     | Tschechien              | 16,9                    |
| Polen                    | 7,7                      | Österreich              | 9,8                     |
| Frankreich               | 6,1                      | Polen                   | 6,4                     |
| Vereinigtes Königreich   | 5,9                      | Ungarn                  | 6,1                     |
| Österreich               | 5,7                      | Südkorea                | 4,7                     |
| Ungarn                   | 5,7                      | Volksrepublik China     | 4,6                     |
| sonstige Länder          | 35,1                     | sonstige Länder         | 31,3                    |

Eine wichtige deutsche Firma in der Slowakei ist Volkswagen Slovakia, eine einhundertprozentige Tochtergesellschaft der Volkswagen AG mit Unternehmenssitz in Martin. Eröffnet am 1. Juni 2000, ist das Werk eine von 20 Komponentenstandorten sowie Mitglied des Produktionsverbundes im VW-Konzern.
Laut dem Auswärtigen Amt haben in der unabhängigen Slowakei bis 2018 „500 deutsche Firmen investiert und circa 100.000 Arbeitsplätze geschaffen“.

## Kultur, Wissenschaft und Medien

### Kulturelle und wissenschaftliche Kontakte

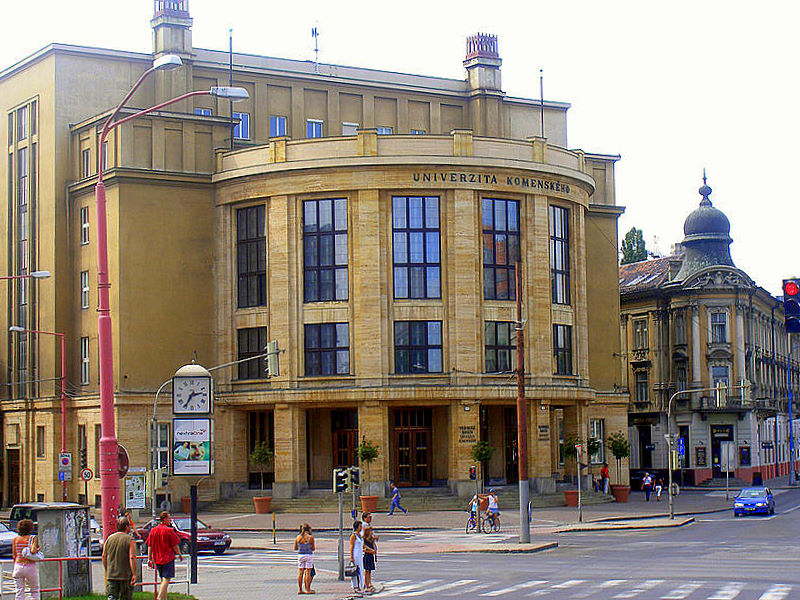
Hier kann auch Germanistik studiert werden: Comenius-Universität Bratislava

Die deutsch-slowakischen Kulturbeziehungen sind historisch u. a. geprägt durch die geografische Nähe, durch die lange Herrschaft der Habsburger über slowakische Gebiete und die auch damit zusammenhängende große Bedeutung der deutschen Sprache als Kultur- und Wissenschaftssprache über viele Jahrhunderte hinweg. So war z. B. die Unterrichtssprache der Bergbauakademie in Banská Štiavnica lange Zeit das Deutsche.
Heutzutage dient das Goethe-Institut in Bratislava dem Kulturaustausch und der Förderung deutscher Kultur in der Slowakei.
Wie das Auswärtige Amt schreibt, ist "Deutsch [nach Englisch] in den [slowakischen] Schulen die zweitwichtigste Fremdsprache". Hervorzuheben sind hierbei die Deutsch-Slowakische Begegnungsschule Bratislava sowie das Staatliches Gymnasium Tatarku Poprad. Für die slowakischen Schüler ist es dort möglich, auch das deutsche Abitur zu machen.
An der Ludwig-Maximilians-Universität München kann die slowakische Sprache im Rahmen der slavischen Philologie erlernt werden. Auch an der Humboldt-Universität zu Berlin ist ein Sprachstudium möglich.
In der Slowakei bieten insgesamt zehn Universitäten germanistische Studien an.

### Medien
Für die deutsche Minderheit in der Slowakei erscheint das Karpatenblatt. Die Pressburger Zeitung berichtet zweimonatlich über grenzüberschreitend relevante Themen. Andere Periodika sind die Pressburger Universitäts-Zeitung, die Revue der slowakischen Literatur sowie der Slowakische Monatsbericht.

## Arbeit und Leben
Im Rahmen der EU-Arbeitnehmerfreizügigkeit können Deutsche in der Slowakei und Slowaken in Deutschland problemlos arbeiten.
Deutschland gehörte zu den EU-15-Staaten, die ihren Arbeitsmarkt im Zuge der EU-Erweiterung 2004, während der auch die Slowakei der Gemeinschaft beitrat, mit am stärksten abschotteten. Das Thema war im Vorfeld kontrovers diskutiert worden, wobei die Angst geäußert wurde, dass der deutsche Arbeitsmarkt einem „Ansturm“ nicht gewachsen sein könnte und es zu erhöhter Arbeitslosigkeit unter der heimischen Bevölkerung kommen könnte. Deutschland beschränkte demnach im Rahmen der 2-3-2-Formel den Zugang zu seinem Arbeitsmarkt und gehörte zusammen mit Österreich zu den beiden Ländern, für die die vollständige Freizügigkeit erst ab dem 1. Mai 2011 galt.
Die Beschränkungen der Arbeitnehmerfreizügigkeit waren im Falle der Slowakei nicht reziprok, d. h., dass die Slowakei ihrerseits den Zugang zu ihrem Arbeitsmarkt für Angehörige der "alten" EU-15 nicht beschränkte.

## Verkehr, Reisen und Tourismus

### Straße

Die Staaten des Schengener Abkommens mit Deutschland, Österreich und der Slowakei

Da beide Staaten dem Schengenraum beigetreten sind, herrscht Reisefreiheit für ihre Bürger, es genügt ein Personalausweis zur Einreise. Es sollten im Normalfall keine Grenzkontrollen mehr stattfinden. Allerdings kommt es seit der Flüchtlingskrise in Europa ab 2015 wieder verstärkt zu Kontrollen an der deutsch-österreichischen Grenze und somit auf dem Weg von der Slowakei in Richtung Bayern.
Eine schnelle Verbindung auf der Straße zwischen Süddeutschland bzw. der Schweiz und der Slowakei stellt die österreichische West Autobahn bis Wien und danach Ost Autobahn sowie die Nordost Autobahn in Richtung Bratislava dar.
Zwischen Norddeutschland und der Slowakei kann der Individualverkehr unter anderem die Route über Dresden und Prag (Europastraße 55), danach die Dálnice 1 bis Brünn (Europastraße 50) und von dort aus die Europastraße 65 bis in die slowakische Hauptstadt benutzen.

### Schiene

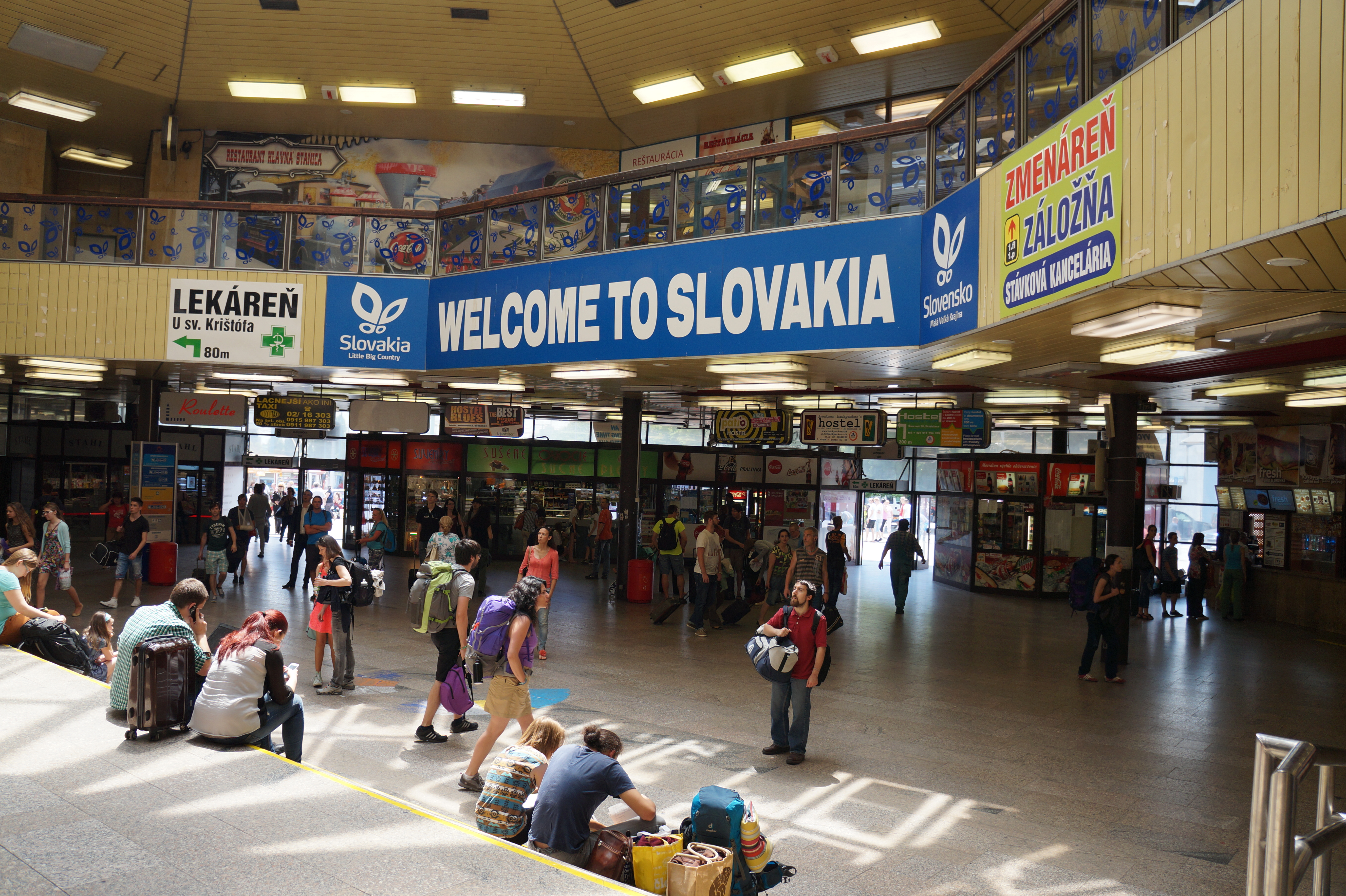
Willkommen in der Slowakei! Im Inneren des Hauptbahnhofs von Bratislava

Am Hauptbahnhof Bratislava treffen mehrere wichtige nationale und internationale Eisenbahnstrecken zusammen, darunter europäische Magistralen wie die Strecken:
- Berlin – Prag – Brno – Bratislava – Budapest (– Bukarest): Paneuropäischer Verkehrskorridor Nr. VI,
- Prag - Bratislava - Budapest - Belgrad
- Wien – Bratislava – Žilina – Katowice (Polen) (Korridor Nr. VI) bzw. Žilina – Košice – Uschhorod (Ukraine) (Korridor Nr. Va)

Von Süddeutschland, Westösterreich und der Schweiz kommend, muss in Wien umgestiegen werden. Zwischen Berlin und Bratislava verkehrt ein durchgehender Eurocity.

### Luftverkehr

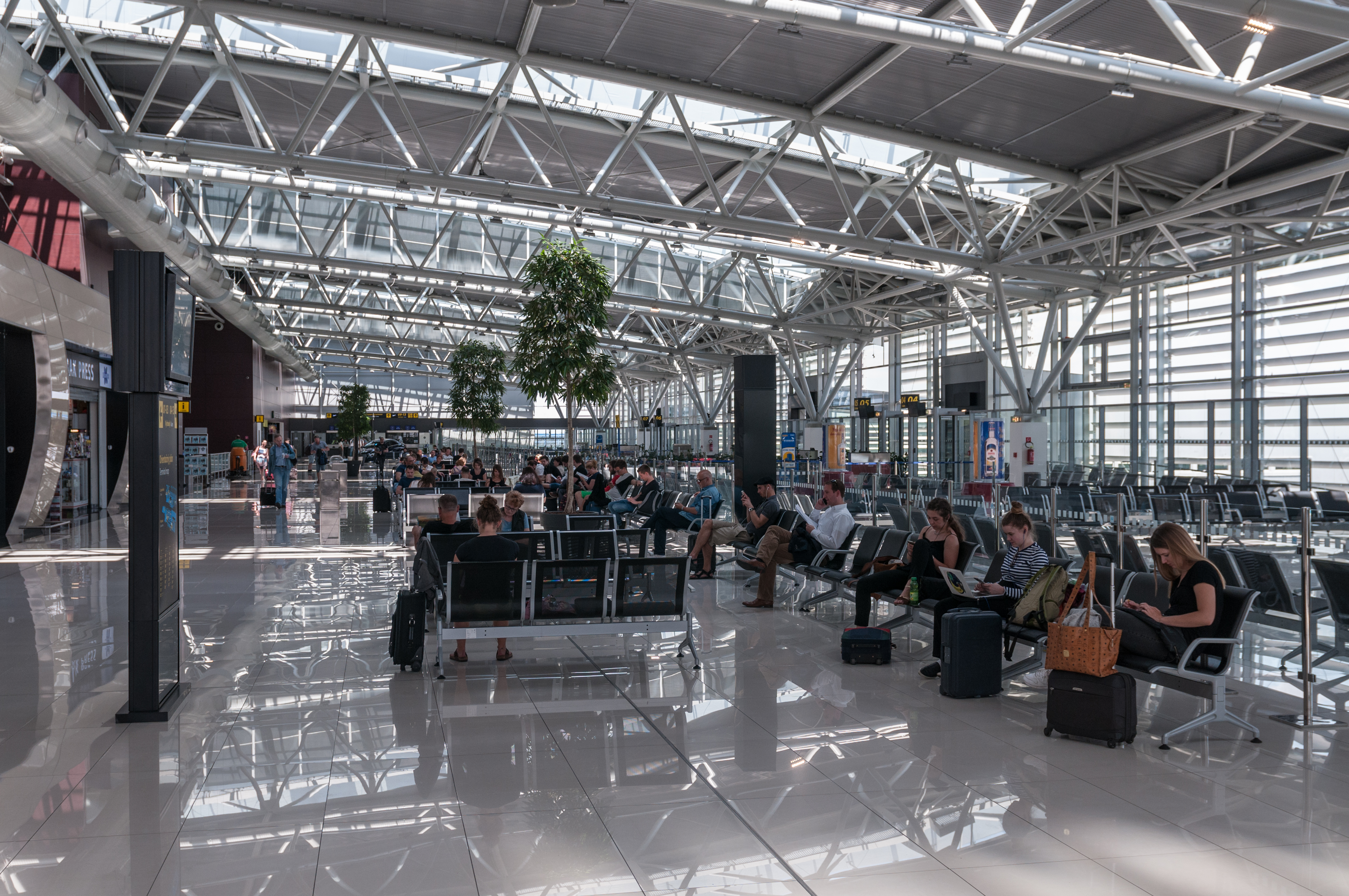
Flughafen Bratislava

Vom und zum Flughafen Bratislava gibt es Direktverbindungen mit dem Flughafen Berlin-Schönefeld (Ryanair). Wien und Bratislava liegen einander so nahe, dass sie als Zwillingsstädte bezeichnet werden können, wobei die beiden Städte zwar nicht direkt aneinandergrenzen, aber die europaweit (mit Ausnahme von Vatikan und Rom) am nächsten beieinander liegenden Hauptstädte sind. Daher kann die Westslowakei auch durch einen Flug nach Wien sehr leicht erreicht werden.
Zwischen Köln und Košice existiert ein Direktflug mit Wizzair.

### Auf dem Wasser

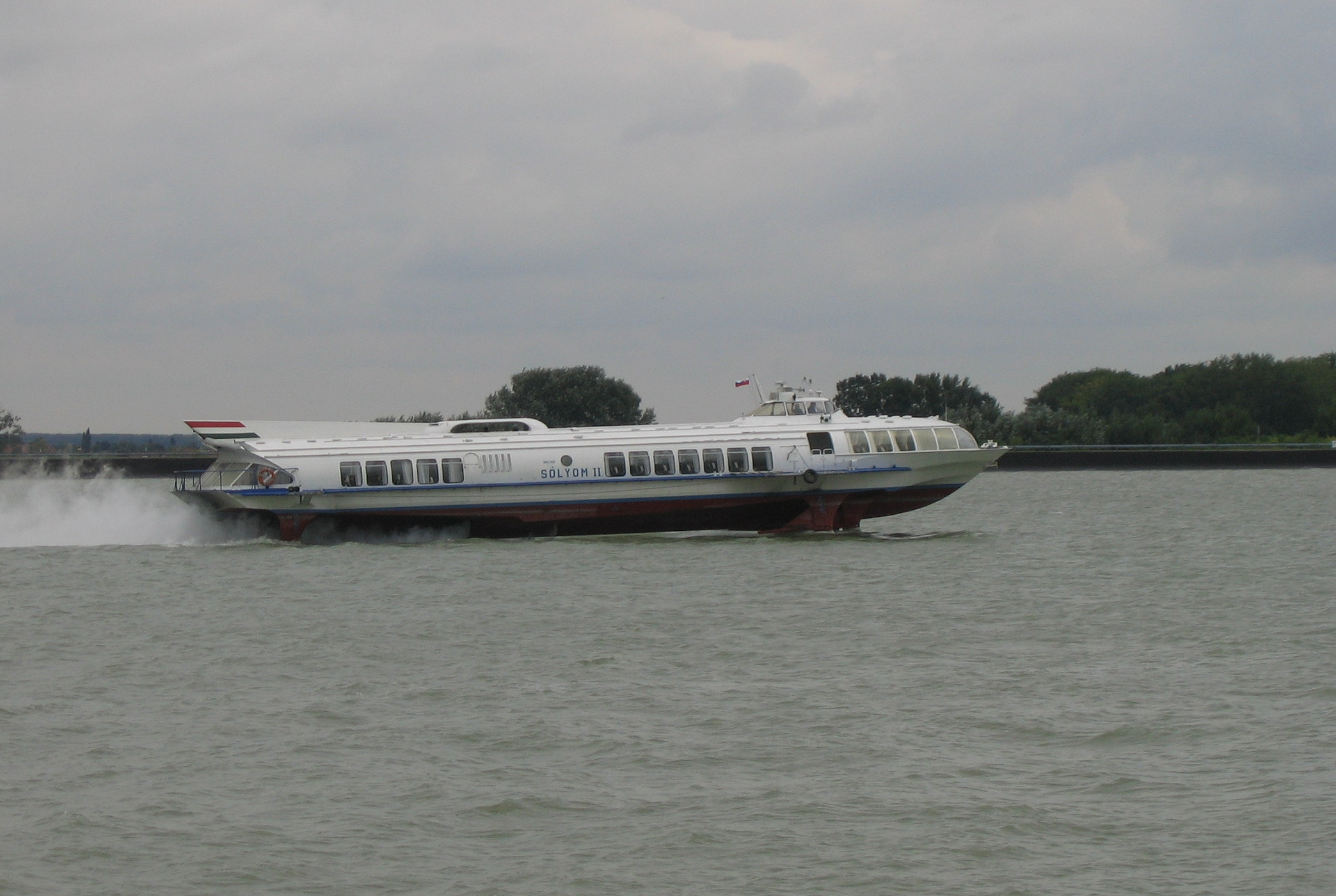
Begegnung auf der slowakischen Donau

Die Donau verbindet Süddeutschland über Österreich mit dem Hafen Bratislava sowie dem Hafen in Komárno. Im Rahmen der Personenschifffahrt auf der Donau werden zahlreiche Flusskreuzfahrten angeboten, welche z. B. in Passau beginnen und bei der die Schiffe oft auch in Bratislava vor Anker gehen.
Für große Güterschiffe ist der Fluss zwischen der Donaumündung beim rumänischen Sulina über Bratislava bis Kelheim in Niederbayern schiffbar. Über den Rhein-Main-Donau-Kanal können sie sodann die Wirtschaftszentren Westdeutschlands (z. B. das Ruhrgebiet), die Niederlande und die Nordsee erreichen.

### Mit dem Fahrrad

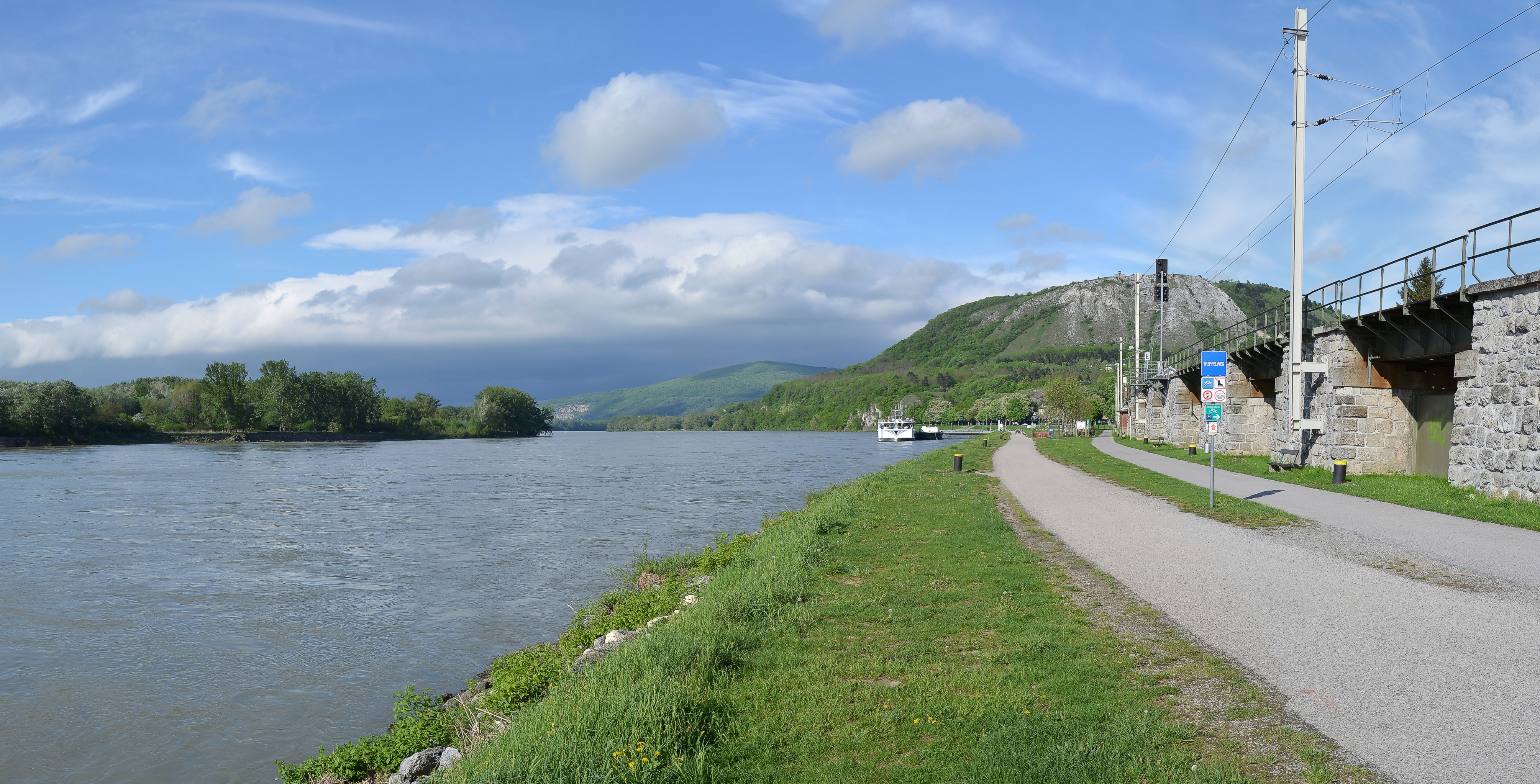
Donauradweg im österreichischen Hainburg an der Donau, der östlichsten Stadt Österreichs nahe der slowakischen Grenze

Süddeutschland ist durch den Donau-Radweg über Österreich (mit landschaftlichen Höhepunkten wie der Schlögener Donauschlinge und der Wachau) mit Bratislava und der Westslowakei verbunden.

### Zu Fuß
Durch die Slowakei führt der Internationale Bergwanderweg Eisenach–Budapest.

### Tourismus

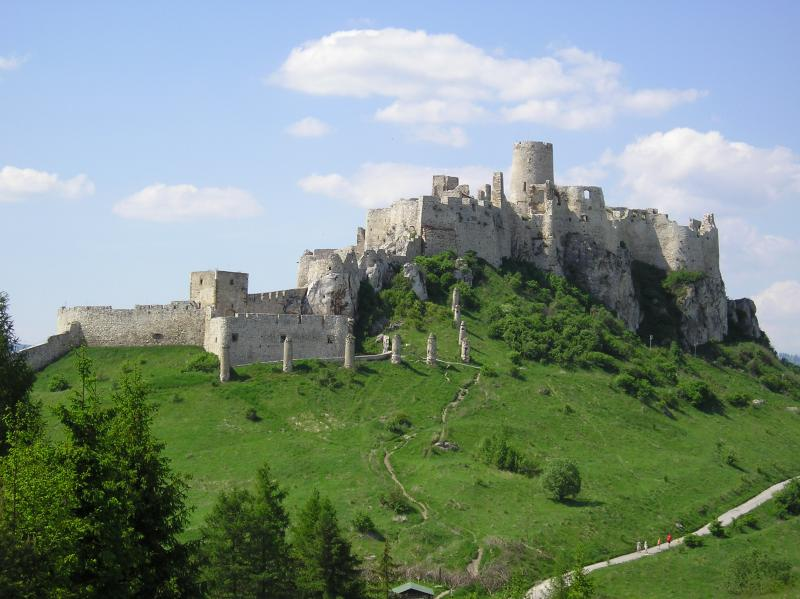
Schmuckstück des Slowakei-Tourismus und UNESCO-Weltkulturerbe: die Zipser-Burg

Im Jahr 2014 besuchten 138.000 deutsche Touristen die Slowakei. Damit stellten sie die drittgrößte Besuchergruppe nach den Tschechen und Polen. Im Rahmen des Tourismus in der Slowakei bieten sich sowohl Städte und Burgen als auch Naturerlebnisse z. B. in der Tatra an.

## Sport

### Fußball
Bei der Fußball-Europameisterschaft 2016 in Frankreich scheiterte die slowakische Auswahl im Achtelfinale mit 0:3 an Deutschland.
Der Fußballspieler Fritz Balogh (1920–1951) wurde in Bratislava geboten. Er bestritt 1950 ein Länderspiel für die deutsche Fußballnationalmannschaft. Im Vereinsfußball lief er unter anderem für Hertha BSC auf.
Der deutsche Tischtennisspieler Leopold Holusek (1924–1993) ist ebenfalls gebürtig aus Bratislava. Er war dreifacher deutscher Meister im Doppel.

## Gegenseitige Wahrnehmung: Verwechslungsgefahr mit Slowenien

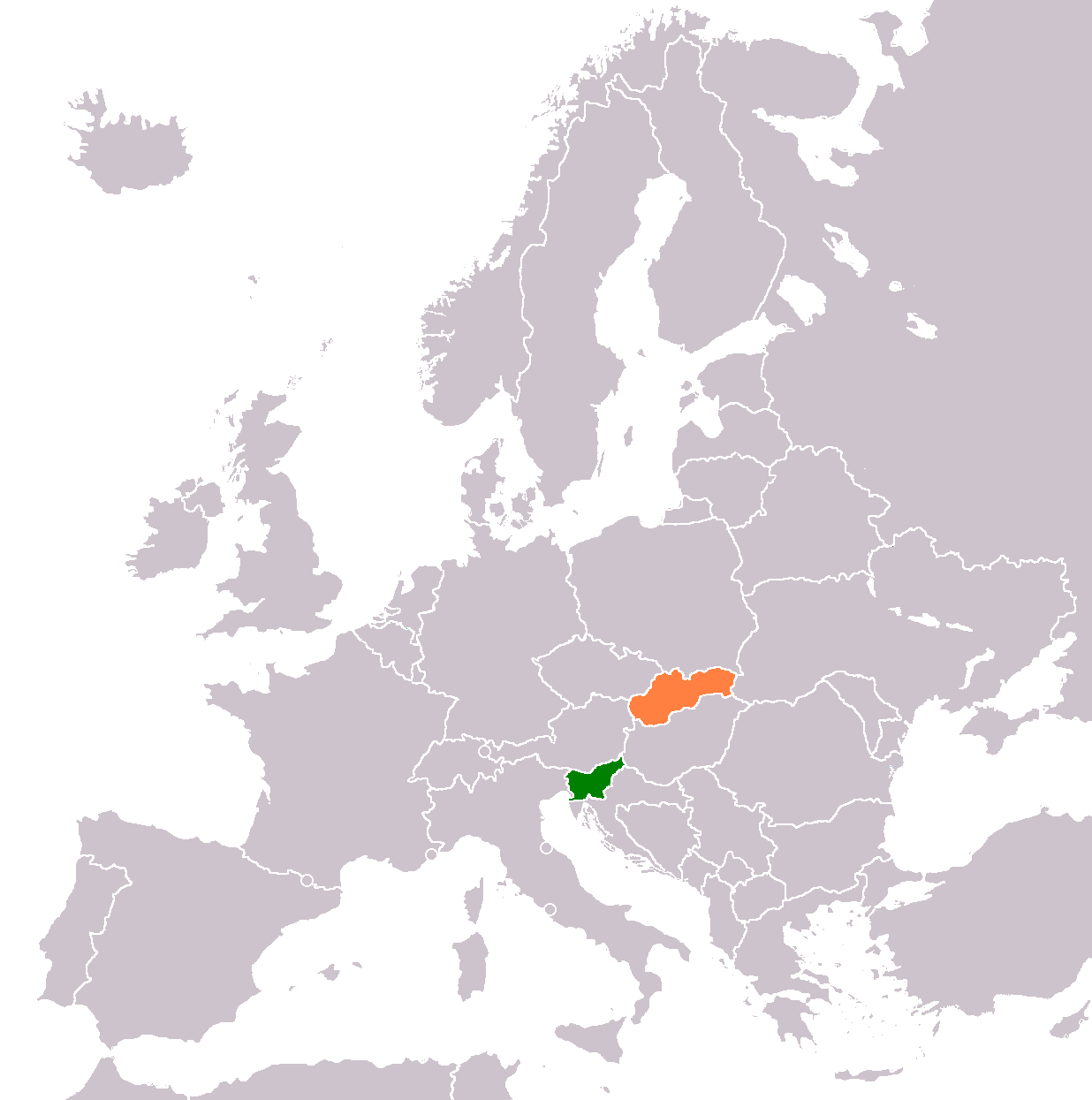
Die Slowakei (orange) befindet sich östlich von Österreich, Slowenien (grün) hingegen südlich.

Einige Deutsche haben Schwierigkeiten, die Slowakei und Slowenien auseinanderzuhalten, was bei den Slowaken zu Unmut führen kann. Tatsächlich stammen beide Ländernamen von der Urbezeichnung aller Slawen, der Sloveni, ab. Nicht zur Erleichterung der Lage trägt dabei ein, dass die slowakische Eigenbezeichnung für ihr Land "Slovensko" lautet.
Beide Staaten berufen sich auf eine slawische Identität, wobei die Slowaken zu den Westslawen, die Slowenen hingegen zu den Südslawen gezählt werden. Bis zum Ersten Weltkrieg waren sowohl die Slowakei als auch Slowenien Teil Österreich-Ungarns, wobei die Slowakei zum Königreich Ungarn, Slowenien hingegen zum österreichisch dominierten Cisleithanien gehörte. Beide Länder waren auch während eines großen Teils des 20. Jahrhunderts Teil eines größeren Gesamtstaates: die Slowakei war in die Tschechoslowakei integriert, Slowenien in Jugoslawien. Slowenien erkämpfte sich seine Eigenständigkeit in kurzen Kämpfen gegen die Jugoslawische Volksarmee (JNA) im 10-Tage-Krieg (Unabhängigkeitserklärung am 25. Juni 1991). Die Slowakei erreichte ihre Unabhängigkeit friedlich zum 1. Januar 1993.

Die Flagge der Slowakei verwendet die panslawischen Farben Weiß-Blau-Rot.
Die Flagge Sloweniens verwendet ebenso diese Farben und ist daher leicht zu verwechseln.
Das Wappen der Slowakei unterscheidet sich u. a. durch das Patriarchenkreuz von seinem slowenischen Pendant. Der Dreiberg symbolisiert die drei Berge des nördlichen Königreichs Ungarn, nämlich Tatra, Fatra und Mátra.
Im Wappen Sloweniens stehen die die drei Bergspitzen hingegen für den Triglav in den Julischen Alpen.

## Deutsche in der Slowakei, Slowaken in Deutschland

### Eine deutsche Minderheit in der Slowakei: die Karpatendeutschen

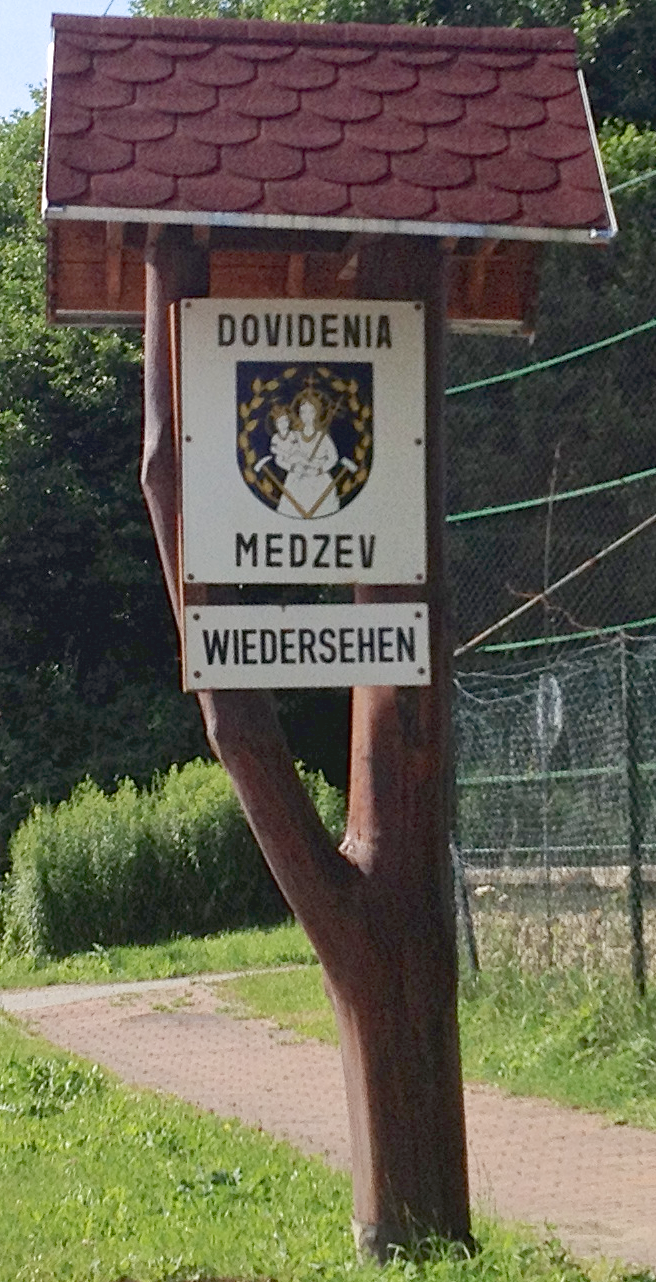
Privates Schild „Dovidenia“/„Wiedersehen“ am Ortsausgang von Medzev/Metzenseifen Richtung Štós, 2014.

Von der großen, alteingesessenen deutschen Minderheit in der Slowakei (vergleiche den Abschnitt "Geschichte") ist nach den Wirren des 20. Jahrhunderts – vor allem nach Flucht und Vertreibung am Ende des Zweiten Weltkriegs, kaum etwas übriggeblieben:
Heute leben nach einer Volkszählung nur noch weniger als 6.000 Deutsche in der Slowakei, die aber seit der samtenen Revolution sämtliche politische Rechte genießen. Die Karpatendeutsche Landsmannschaft in Stuttgart arbeitet mit dem Karpatendeutschen Verein in der Slowakei und dessen Jugendverband und mit der slowakischen Regierung zusammen und betreibt u. a. Traditionspflege. Eine große Herausforderung stellt die Assimilation der mittleren und jüngeren Generationen an das slowakische Umfeld dar, die in den meisten Fällen den Verlust von deutscher Sprache und Brauchtum bedeutet.
Es gibt jedoch immer noch zwei karpatendeutsche Dörfer, Hopgarten und Metzenseifen. In Hopgarten ist die Einwohnerschaft noch mehrheitlich deutschsprachig.
Der prominenteste Angehörige dieser Volksgruppe ist Rudolf Schuster, 1999–2004 slowakischer Präsident.
Zu den karpatendeutschen Mundarten gibt es eine aus den 50er/60er Jahren stammende Materialsammlung in der Redaktion des Sudetendeutschen Wörterbuches, die noch nicht wissenschaftlich aufgearbeitet ist.
Der Karpatendeutsche Verein (KDV) mit zirka 4.800 Mitgliedern und die slowakische Regierung schätzen jedoch, dass der Anteil der Deutschen bei etwa 10.000–12.000 Personen liegt.
Eine besondere deutsche Bevölkerungsgruppe stellen, bzw. stellten die Zipser da.

### Slowaken in Deutschland
Laut Ausländerzentralregister lebten im Jahr 2016 in Deutschland 53.440 Slowaken.

## Personen

### In Bratislava geborene Persönlichkeiten mit Beziehungen zu Deutschland
(Österreicher werden auch für die Zeit des Heiligen Römischen Reichs bzw. des Deutschen Bundes im Allgemeinen nicht berücksichtigt, wobei die Abgrenzung naturgemäß nicht immer eindeutig sein kann):
- - Hans Neusidler (1508/09–1563), deutscher Lautenschlager
  - Christoph Preuss von Springenberg (1515–1590), Dichter und Rhetoriker
  - Daniel Wilhelm Moller (1642–1712), deutscher Polyhistor
  - Rudolf Wilhelm von Stubenberg (1643–1677), Mitglied der Fruchtbringenden Gesellschaft
  - Johann Sigismund Kusser (1660–1727), deutscher Kapellmeister und Komponist
  - Georg Christian Maternus de Cilano (1696–1773), Stadtphysikus, Justizrat, Schriftsteller und Bibliothekar
  - Johann Andreas von Segner (1704–1777), Mathematiker, Physiker und Arzt
  - Karol Andrej Bel (1717–1782), Historiker
  - Adam Friedrich Oeser (1717–1799), deutscher Maler, Bildhauer und Buchillustrator

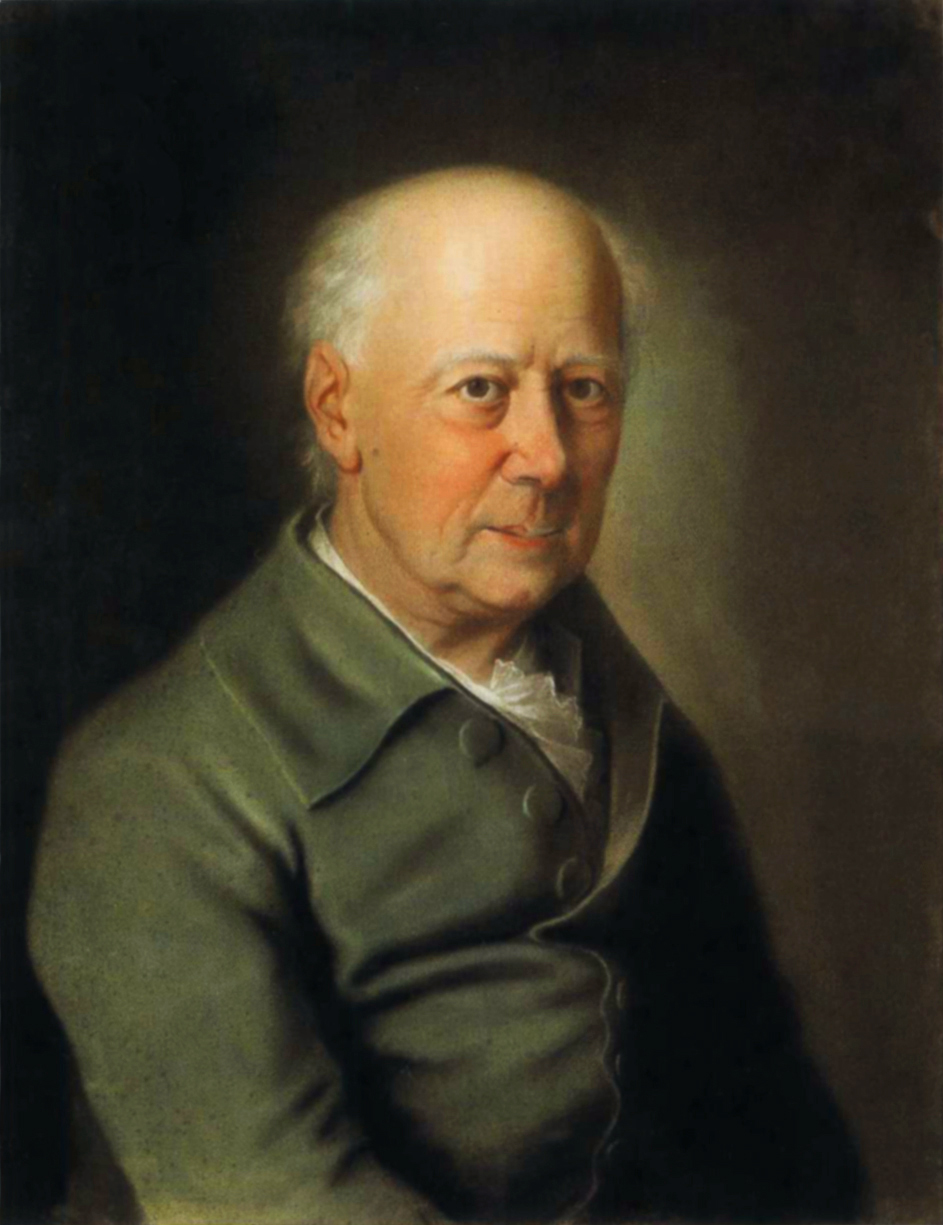
Der gebürtige Preßburger Adam Friedrich Oeser wirkte als Maler, Bildhauer und Buchillustrator vor allem in Dresden und Leipzig

- - Johann Matthias Matsko (1721–1796), deutscher Astronom, Mathematiker und Hochschullehrer.
  - Karl Gottlieb von Windisch (1725–1793), Kaufmann, Privatgelehrter, Herausgeber und Historiker
  - Ferdinand Laban (1856–1910), deutscher Schriftsteller, Kunsthistoriker und Bibliothekar
  - Philipp Lenard (1862–1947), deutscher Physiker
  - Arnold Pressburger (1885–1951), österreichisch-deutscher Filmproduzent
  - Fritz Balogh (1920–1951), deutscher Fußballspieler
  - Leopold Holusek (1924–1993), deutscher Tischtennisspieler
  - Tibor Kneif (1932–2016), ungarischer Jurist und deutscher Musikwissenschaftler
  - Adalbert Mayer-Heinricy (* 1934), deutscher Biophysiker
  - Peter Gavajda (1942–2011), deutscher Schauspieler
  - Malte Ludin (* 1942), deutscher Regisseur und Produzent
  - Norbert Skrovanek (* 1954-† 11. November 2014 in Hamburg), deutscher Fernsehregisseur, Drehbuchautor, Produzent und Hochschullehrer

### In Košice geborene Persönlichkeiten
- - Rudolf Schuster, von 1999 bis 2004 der zweite Präsident der Slowakei, * 4. Januar 1934, Angehöriger der karpatendeutschen Minderheit

## Städtepartnerschaften

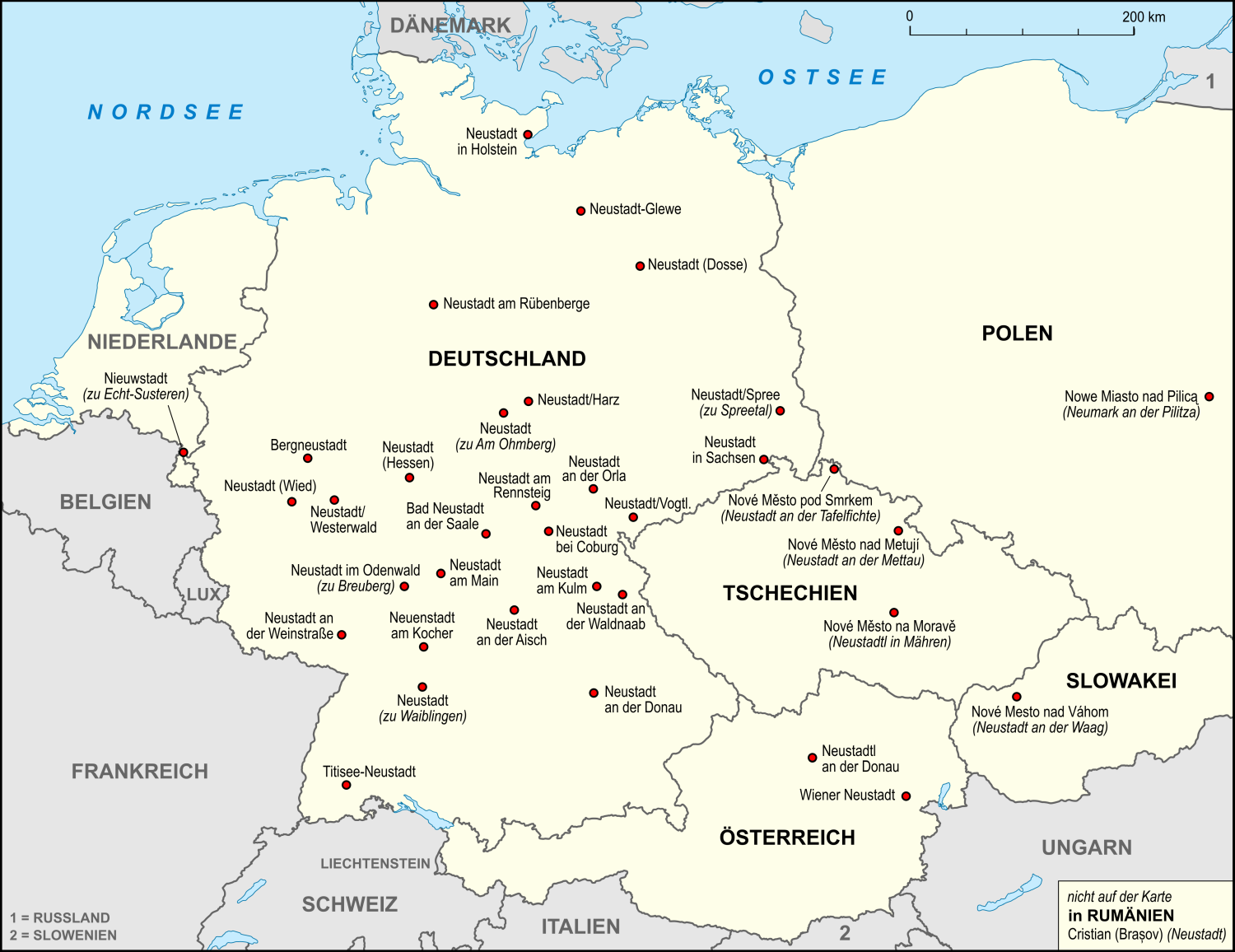
Zum Zusammenschluss Neustadt in Europa, der größten Städtefreundschaft in Europa, zählt neben diversen deutschen "Neustädten" auch das slowakische Nové Mesto nad Váhom (Neustadt(l) an der Waag)

- Zum Zusammenschluss Neustadt in Europa, der größten Städtefreundschaft in Europa, zählt neben diversen deutschen "Neustädten" auch das slowakische Nové Mesto nad Váhom (Neustadt(l) an der Waag)Bratislava unterhält freundschaftliche Beziehungen mit Bremen (inaktiv), Karlsruhe und Ulm (Kooperationsabkommen, Donau-Partnerschaft).

- Die Stadt Košice pflegt mit folgenden deutschen Städten eine Städtepartnerschaft: Cottbus und Wuppertal.

- Prešov: Remscheid

- Banská Bystrica: Halberstadt

## Institutionen
- Deutsch-Slowakische Begegnungsschule Bratislava[29]
- Deutsch-Slowakische Historikerkommission[30]
- Deutsch-Slowakische Industrie- und Handelskammer[31]
- Deutsch-Slowakische Parlamentariergruppe[32]
- Deutsch-Tschechische und -Slowakische Gesellschaft e. V. (DTSG)[33]
- Karpatendeutsche Landsmannschaft[34]

- Staatliches Gymnasium Tatarku Poprad in Poprad[35]

## Diplomatische Vertretungen
- Die Slowakei unterhält eine Botschaft in Berlin[36], ein Generalkonsulat in München sowie Honorarkonsulate in Bad Homburg, Hildesheim, Leipzig und Stuttgart.[37]
- Deutschland betreibt eine Botschaft in Pressburg und ein Honorarkonsulat in Kaschau.[37]